# آرامگاه ملا محمد شهرآشوب
مقبره ملا محمد شهرآشوب مربوط به دوره قاجار است و در شهرستان بابل، بخش گتاب، روستای بنگر کلا واقع شده و این اثر در تاریخ ۱ مهر ۱۳۸۲ با شمارهٔ ثبت ۱۰۲۸۲ به‌عنوان یکی از آثار ملی ایران به ثبت رسیده است.